# Jonava Basketball Club
Il Jonava Basketball Club è una società cestistica avente sede nella città di Jonava, in Lituania. Fondata nel 1999, gioca nel campionato lituano.
Gioca le partite interne nella Jonava Sports Arena che ha una capacità di 2.200 spettatori.